# 沢口一之
沢口 一之（さわぐち かずゆき、生没年未詳）は江戸時代前期の大坂で活躍した和算家。大坂の和算家橋本正数の弟子。『古今算法記』（寛文11年（1671年））を著したこと、その学統が長崎で継承されたらしきことを除いては詳しいことはわかっていない。

## 経歴
和算は関孝和らが傍書法（後に点竄術と称される）を創り出してから急激に発展したが、それは宋金元時代の中国で発展した代数学的な問題解法の一種天元術を発展させたものである。天元術では実数係数の代数方程式を立て、それを数値解析(ホーナーの方法)で解く。ただし、日本に伝来した理論では、扱える変数の数は一つに限られていた。一之の属した橋本の学派は、日本で初めて天元術を理解したとされる。
一之の『古今算法記』は、天元術の威力を見せつけ、かつ次の段階への課題を提示することで、傍書術の創出を促した。
本書の本体では、天元術を駆使して『改算記』『算法根源記』の遺題（未解決問題）をほぼ全て解いた。以前は名人芸による算術的な計算で解いていたこの遺題も、天元術を用いると統一的かつ機械的に解けた。ただし変数を消去して1変数の代数方程式を得る過程は文章で記述している。代数記号はまだ整備されておらず、複雑な式変形はできなかった。
巻末には、新たに15の遺題を与えている。これらはいずれも複雑な計算を経なければ未知数を消去できない難問であった。これを処理するために関孝和・田中由真は、ある種の代数記号によって式を表す傍書法を創始し、複雑な算法処理を可能にした。その後、変数の消去の理論は体系化し、関・井関知辰らの終結式・行列式の理論に結実した。なお沢口の与えた15題のうち、2題は解がない。橋本派の伝書の中にこれらの問題に解がないと明記されていることから、回答者の力量を試すために故意にこのような問題を混ぜた可能性も指摘されている。
本書ではまた、二次方程式に2つ以上の正の根がありうることを指摘し、「翻狂」と称した。この意味は「異常」「正の解を求めるアルゴリズムの途中で、一時的に解の符号が負になりうること」など諸説あり明らかではない。いずれにせよ、一之は「翻狂」が起こらないように方程式の定数項を訂正している。これをきっかけに、和算で解の個数や重根の存在条件が研究されるようになる。
和算で積分や無限級数の理論を指す「円理」の初出としても、本書は知られる。『算法根源記』の遺題で、弓形の面積に関係した問題があった。今村知商などによる近似公式を用いるのが出題者の意図と思われる。しかし一之はこれらの公式が近似に過ぎないと指摘し、「解決には円理が必要なので、本書では扱わない」と述べた。